# Enjoy Yourself
Enjoy Yourself – drugi studyjny album australijskiej piosenkarki Kylie Minogue. Został wydany 9 października 1989 roku. "Enjoy Yourself" był numerem 1 w Wielkiej Brytanii. Płyta zawiera 10 piosenek. Album sprzedał się w ponad 6 milionach egzemplarzy na całym świecie.

## Lista utworów
Międzynarodowa Edycja
1. "Hand on Your Heart" - 3:54
2. "Wouldn't Change a Thing" - 3:17
3. "Never Too Late" 3:27
4. "Nothing to Lose" - 3:24
5. "Tell Tale Signs" - 2:29
6. "My Secret Heart" - 2:44
7. "I'm Over Dreaming (Over You)" - 3:27
8. "Tears on My Pillow" - 2:33
9. "Heaven And Earth" - 3:47
10. "Enjoy Yourself" - 3:43

Północnoamerykańska Edycja
1. "Especially for You" - 4:01 (W Ameryce Północnej na tej płycie znajduje się ta piosenka. Istnieje również inna wersja okładki.)

## Wyniki na listach przebojów
| Lista (1989)            | Pozycja na liście |
| ----------------------- | ----------------- |
| Australian Albums Chart | 9                 |
| Belgian Albums Chart    | 3                 |
| Danish Albums Chart     | 10                |
| German Albums Chart     | 33                |
| Greek Albums Chart      | 2                 |
| Hong Kong Albums Chart  | 1                 |
| Irish Albums Chart      | 1                 |
| Japanese Albums Chart   | 5                 |
| Swedish Albums Chart    | 33                |
| Swiss Albums Chart      | 13                |
| UK Albums Chart         | 1                 |